# 埼玉県立熊谷女子高等学校
埼玉県立熊谷女子高等学校（さいたまけんりつくまがやじょしこうとうがっこう）は、埼玉県熊谷市に所在する県立高等学校。熊女の通称で呼ばれている。

## 概要
1911年に埼玉県立熊谷高等女学校として開校した。現在、埼玉県北部で唯一の女子校である。埼玉県の進学指導重点推進校に指定されている。
原則第2・4土曜は、土曜授業公開日として、4限授業を実施している。2012年度より文部科学省のスーパーサイエンスハイスクール (SSH) の指定校となっている。

## 沿革
- 1911年（明治44年） - 前身の埼玉県立熊谷高等女学校開校
- 1948年（昭和23年） - 埼玉県立熊谷女子高等学校に改称
- 1950年（昭和25年） - 熊谷市立女子高等学校（1963年～2008年に存在していた同名の高校とは異なる）を統合
- 1951年（昭和26年） - 定時制設置
- 2010年（平成22年） - 熊谷女子高校の定時制課程、埼玉県立吹上高等学校、埼玉県立鴻巣高等学校の定時制課程、埼玉県立深谷商業高等学校の定時制課程が統合し、昼夜開講の定時制単位制高校「埼玉県立吹上秋桜高等学校」となる。所在地は現吹上高校で、校舎はある程度の新装が施され再利用される。進学指導重点推進校に指定。
- 2012年（平成24年） - スーパーサイエンスハイスクール (SSH) に指定。
- 2013年（平成25年）3月 - 定時制課程を閉課。

## 学校行事
鈴懸祭
- 文化の部（文化祭）：土日の計2日間行われる。例年9月の第2週に行われていたが、2004年に彩の国まごころ国体が開催されたのをきっかけに6月の第4週に変更した。以降は例年1学期中に行われている。1クラス1つの出し物（ゲーム、バザール、パフォーマンス、パーラー）を行い、各出し物に合った衣装を身につけている。喫茶店は3年生のみが出店できる。鈴懸祭の名称は校庭に立つ鈴懸の木に由来し、1970年代後半から使用している。

文化祭2日目の一般公開終了後、体育館に生徒、教師が集まり、カラオケ大会や、ミスクマの結果発表、クラスの出し物の投票結果および受賞が行われる。
- 体育の部（体育祭）：9月の第1土曜日に行われる。組ごとの縦割りブロック（1、2、3年の1組、1、2、3年の2組…）で開催され、組ごとの対抗戦が行われる。

他に新入生歓迎会、バレーボール大会、芸術鑑賞会、kumajoパークマラソン（旧リバーサイドレース）、予餞会など。

## 部活動
全国大会にバスケットボールが1回、ソフトテニスが5回、バドミントンが4回、駅伝が2回出場している。ソフトテニス部の最高戦歴は全国2位。
陸上競技部は平成18年と20年に全国高校駅伝に出場している。ラクロス部は関東大会に出場している。他にはバスケットボール、バレーボール、サッカー、ソフトテニス、硬式テニス、剣道、登山、ハンドボール、音楽、ギター・マンドリン、アンサンブルマジョリティ（吹奏楽）、英語劇、演劇、科学、茶道、華道、写真、書道、美術、新聞、放送、チアリーディングなど。
また、同好会はダンス愛好会、フォークソング愛好会、宇宙研究愛好会、漫画愛好会、競技かるた愛好会などがある。

## 制服
2つボタンの紺色ブレザーと、同色のジャンパースカートの着用が義務となっている。夏期はフレアースカート、または夏用のジャンパースカートを着用する。フレアースカートの場合、指定ベストのみ着用が許可されている。夏期のみ指定ポロシャツの着用が許されるが、始業式や終業式などの正式な場では着用禁止。

## 交通
- 熊谷駅北口より徒歩8分、または国際十王バス・熊谷駅-犬塚・葛和田・上中条・熊谷スポーツ文化公園（ラグビー場）・くまがやドーム・箱田車庫 各線：女子高前停留所下車徒歩1分。
  - 熊谷市内循環ゆうゆうバス直実号・グライダー号：熊谷女子高校北停留所下車徒歩3分。

## その他
太平洋戦争の時期には本校の前身である熊谷高等女学校の講堂に海軍艦政本部が設置され、1945年（昭和20年）3月に中島飛行機小泉製作所設計試作部隊の、長距離爆撃機連山設計試作部隊が疎開した（同製作所の艦上偵察機彩雲設試部隊は群馬県立館林中学校へ、ジェット戦闘機橘花設試部隊は栃木県立佐野中学校にそれぞれ疎開した）。
呉竹は創業者が営業で熊谷高等女学校を訪れた際、同窓会の「呉竹会」に品質を認められたのが縁で墨のブランド名に使い始め、後に社名とした。

## 著名な卒業生・関係者
政治・経済
- 池上清子（国際連合人口基金東京事務所長）
- 猪口幸子（衆議院議員、医師）
- 嘉田由紀子（参議院議員、前滋賀県知事）
- 江原久美子（参議院議員）

メディア・芸能関連
- 江森浩子（声優）
- 花澄（俳優）
- 丹生明里（日向坂46メンバー）
- 文月玲（元宝塚歌劇団男役）
- 真砂徳子 (アナウンサー)
- 鞠花ゆめ（元宝塚歌劇団娘役）

作家・漫画家
- 青山七恵（小説家、芥川龍之介賞受賞）
- 園田てる子（小説家）
- とまこ（作家、ドローンアーティスト）
- 森奈津子（小説家）

スポーツ
- 岡田久美子（競歩選手）
- 香川メレ優愛ハヴィリ（ラグビーユニオン選手）
- 三村芙実（競歩選手）
- 山本さくら（自転車競技選手）

その他
- 幾瀬マサ（日本女性科学者の会会長）
- SHIORI（フードコーディネーター）
- はたけやま裕（パーカッショニスト）
- 三田庸子（日本初の女性刑務所長）

教職員経験者
- 小澤國平（考古学者）
- 根岸雅史（東京外国語大学教授）